# Mikołaj Zieleński
Mikołaj Zieleński est né vers 1550 en Pologne et est mort vers 1615.
Selon les archives du chapitre de la cathédrale de Plock, il est originaire de Warka (au sud de Varsovie) ; en 1604-1606, il était lié au diocèse de Plock et il a reçu en 1604 un bien dans le village épiscopal de Gromino près de Pułtusk, cédé par Stanisław Kijewski, un noble.
En 1606, les annales des archives du chapitre de Plock le qualifie d'organiste. En 1611, il était marié avec Anna Feter et travaillait comme organiste et maître de chapelle pour l'archevêque Wojciech II Baranowski, primat de Pologne, à Łowicz, siège de l'archevêque de Gnesen, comme l'indique la page de garde de l'édition vénitienne de son œuvre. Il le resta jusqu'en 1615.
Dans beaucoup de ses œuvres, il adopte l'écriture à double chœur des Vénitiens. C'est un des grands compositeurs polonais.

## Œuvres
121 compositions religieuses (motets, psaumes, hymnes, dont un grand Magnificat à trois chœurs et trois orgues).
- Offertoria totius anni, Venetijs, Apud Iacobum Vincentium MDCXI 1611
- Communiones totius anni...
- Magnificat[1]

## Sources
- Roland de Candé, Dictionnaire des compositeurs, Paris, Seuil, 1996, 500 p. (ISBN 978-2-02-025399-4 et 2-02-025399-2)